# 마누엘 데 파야

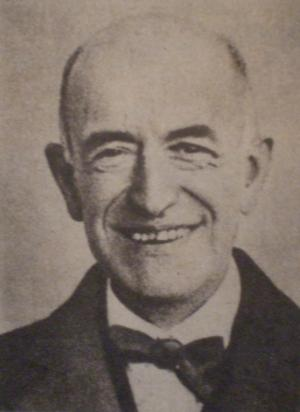
1919년 10월 27일의 모습

마누엘 데 파야 이 마테우(Manuel de Falla y Matheu, 1876년 11월 23일~1946년 11월 14일)은 스페인의 낭만주의 작곡가이자 피아니스트이다. 이사크 알베니스, 엔리케 그라나도스와 함께 20세기의 위대한 스페인 작곡가중 하나로 평가된다.

## 생애

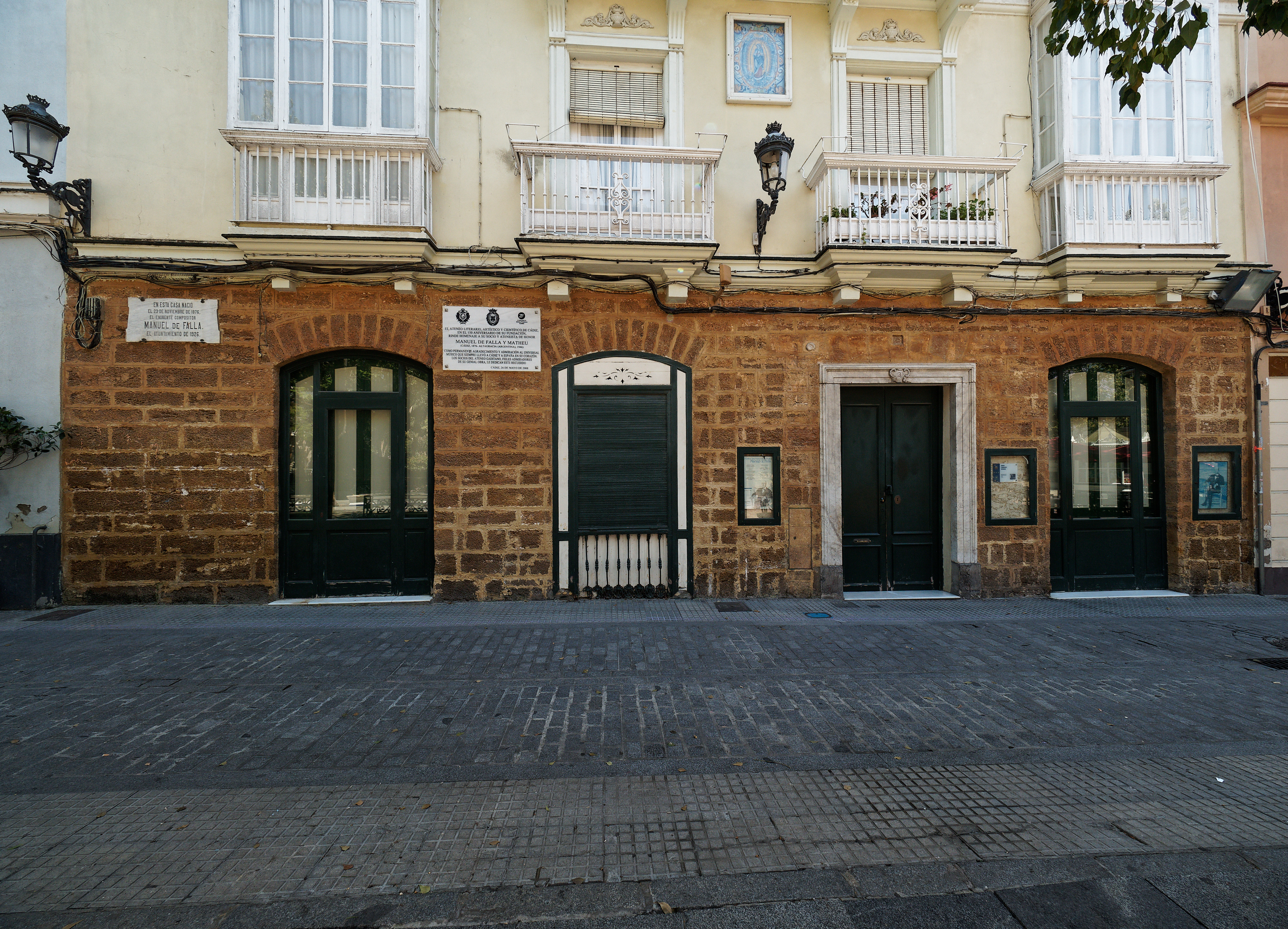
파야가 태어난 카디스의 집

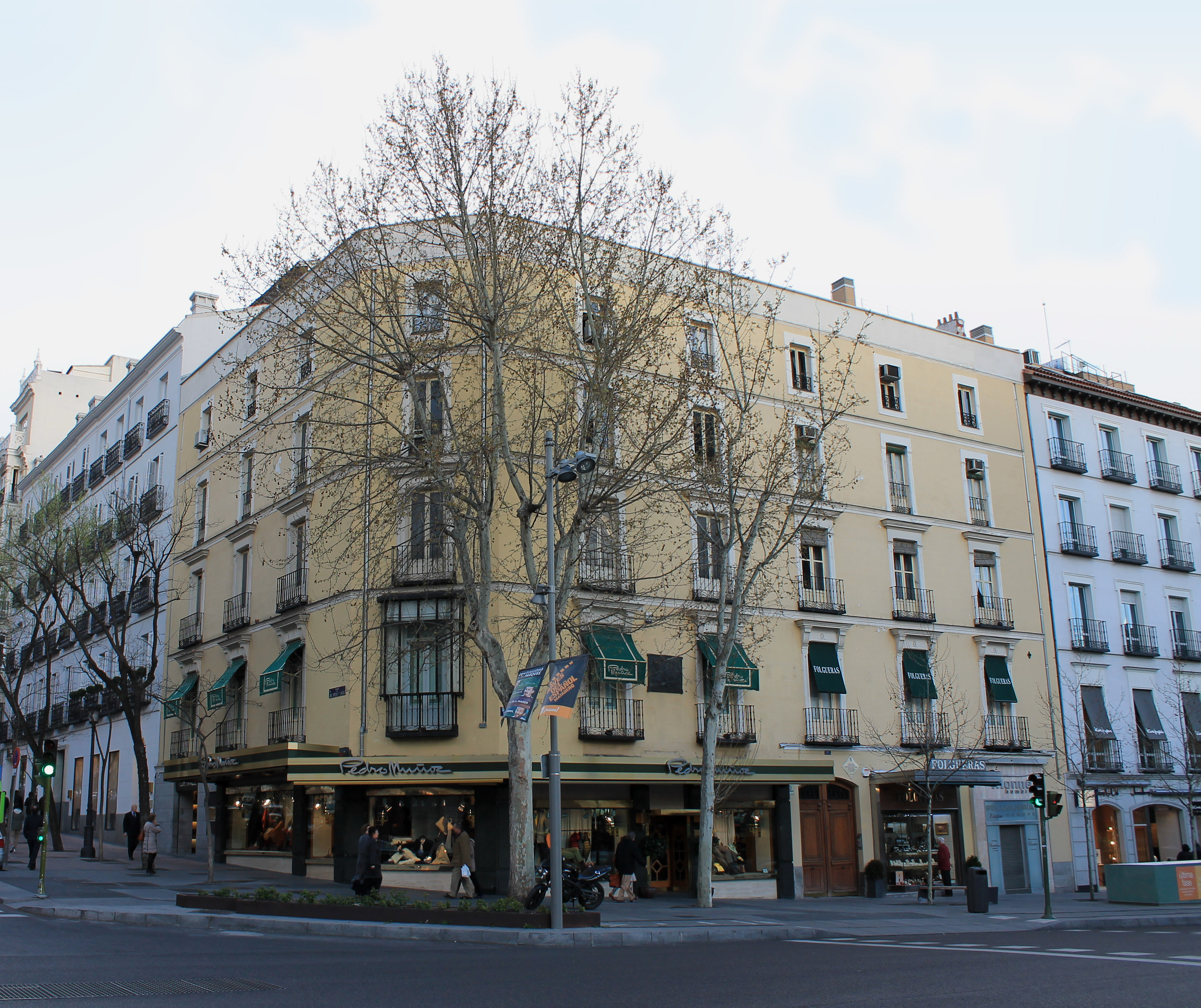
1901년부터 1907년까지 파야가 살았던 마드리드의 건물.

카디스에서 태어나 어릴 때 어머니로부터 피아노를 배워 마드리드 음악원에 다녔고 한편으로 국민음악파의 지도자 페드렐의 가르침을 받았다. 28세 때 오페라 〈허무한 인생〉을 작곡하여 인정받았고 31세 때 파리에 유학하여 드뷔시, 뒤카, 라벨, 알베니스 등과 친교를 맺어 7년에 걸친 면학으로 그의 음악사상을 현저하게 높임과 동시에 페드렐의 가르침을 받고부터 계속 지니고 있던 스페인 음악의 올바른 존재의식을 더욱 굳히게 되었다. 또한 그는 역경에 처해 있는 디아길레프 무용단을 위하여 〈삼각모자〉를 작곡하여 파산상태에 있던 친구 막스 에시그에게 전작품의 출판을 맡기는 등 인정미가 두터운 사람이기도 하였다. 제2차 대전 발발과 동시에 아르헨티나로 이주하여 거기서 별세하였다. 그의 유해는 스페인 군함에 의하여 출생지 카디스로 옮겨져 성당에 안장되었다.

## 작품 세계
파야는 스페인 민족의 생기와 정열이 넘쳐흐르는 고도의 예술음악을 만들고자 하였다. 그리하여 발레음악 〈사랑은 마술사〉, 〈삼각모자〉, 관현악곡 〈스페인 정원의 밤〉, 하프시코드 협주곡, 오페라 〈페드로의 인형극〉, 〈이네스의 사랑〉, 가곡 〈7개의 스페인 민요〉, 〈프시케〉, 〈3개의 노래〉, 피아노곡 〈안달루시아 세레나데〉, 〈4개의 스페인 소품〉등의 불멸의 작품을 남겼다. 그 작품수는 대작가로서는 결코 많은 것은 아니지만 그러나 모두가 걸작이다. 그의 작품은 연찬을 거듭한 것이어서 악보는 음 하나도 부족함이 없고 지나침도 없다. 그 기법은 대체로 단순화되어 있지만 그것은 외면의 허식을 버린 내면의 풍부한 높은 예술을 희구하는 그의 작곡이념인 것이다. 그는 작곡의 소재로 고향 안달루시아 지방에 예로부터 전해오는 민족음악의 요소를 취하였다. 즉 그 민족의 피와 정신이 파야의 높은 음악사상에 의하여 예술적으로 표현된 걸작이라고 하겠다.

## 참고 자료
- 이 문서에는 다음커뮤니케이션(현 카카오)에서 GFDL 또는 CC-SA 라이선스로 배포한 글로벌 세계대백과사전의 내용을 기초로 작성된 글이 포함되어 있습니다.